# العطر الأبدي (كتاب)
العطر الأبدي (بالفارسية: یکشنبه آخر) هو كتاب من تأليف معصومة رام هرمزي حول الحرب بين إيران والعراق (1980-1988). كانت معصومة، تعمل كممرضة في مستشفى ميداني خلال الحرب وهي تبلغ من العمر 14 عامًا في ذلك الوقت. تم إطلاق الترجمة الإنجليزية لكتاب العطر الأبدي بعنوان Eternal Fragrance في معرض فرانكفورت للكتاب السادس والستين. يناقش هذا الكتاب بعض أدوار النساء الإيرانيات اللائي شاركن في الحرب العراقية الإيرانية. احتل العطر الأبدي المركز الثاني في جوائز كتاب الدفاع المقدس التاسع للعام.
وفقًا للنقاد، يعتبر العطر الأبدي هو أكثر مذكرات الحرب العراقية الإيرانية فعالية. كما يعتبر الكتاب أحد أول الأعمال المنشورة حول أدوار المرأة الإيرانية خلال هذه الفترة، والتي مهدت الطريق لنشر أعمال مماثلة. تمت ترجمة الكتاب الأصلي إلى اللغة الإنجليزية بواسطة فرحناز أوميدفار.

## نبذة عن المؤلفة
وُلدت معصومة رام هرمزي في جنوب إيران في 14 عام 1980 عندما اندلعت الحرب العراقية الإيرانية. نشأت في عائلة دينية كانت ناشطة أثناء الثورة الإيرانية. وكانت معصومة تعمل في مستشفى ميداني أثناء تلك الفترة. قُتل إخوتها في الحرب وقالت إن هذه اللحظة كانت أصعب من فكرة الحرب بالنسبة لها. كان لديها دفتر ملاحظات تكتب فيه مذكراتها من أجل راحة البال وكانت تقوم أحيانًا بتمزيقها.

## السرد
يدور كتاب العطر الأبدي بشكل أساسي حول ذكريات معصومة رام هرمزي، وهي امرأة مقاتلة قُتل والدها وإخوانها خلال الحرب العراقية الإيرانية. تقول في بداية الكتاب: «لقد كتبت حدثًا رئيسيًا في دفتر الملاحظات يوميًا من أجل راحة قلبي، وفي بعض الأحيان كنت أمزقها». احتفظت بالملاحظات واستخدمتها لكتابة مذكراتها وقالت: «أكتب ذكرياتي الخاصة اليوم لقراءتها مع أشخاص آخرين وليس لقلبي». يتكون هذا الكتاب من 12 فصلاً، ومعرضًا للصور، ووثائق حول الأحداث الكبرى خلال الحرب العراقية الإيرانية.

## نشر الكتاب
نُشر الكتاب لأول مرة باللغة الفارسية باسم العطر الأبدي بواسطة شركة سوري ميهر للنشر في عام 2003. تُرجم الكتاب الأصلي إلى اللغة الإنجليزية بواسطة فرحناز أوميدفار، وأُرسلت الترجمة الإنجليزية لاحقًا إلى إنجلترا لتحريرها. صدرت النسخة الإنجليزية بعنوان العطر الأبدي في معرض فرانكفورت للكتاب السادس والستين.